# Tren patrimonial del Cajón del Maipo
El Tren patrimonial del Cajón del Maipo es un ferrocarril activo en la playa de vías de la antigua estación El Melocotón, ubicada en la localidad de El Melocotón en la Región Metropolitana de Santiago, comuna de San José de Maipo, en Chile, formaba parte del antiguo Ferrocarril Militar de Puente Alto al Volcán. 
En las instalaciones de la estación El Melocotón, circula maniobrando un tren histórico formado por una locomotora diésel fabricada por Jung, en Alemania, y uno o varios coches de viajeros de madera, del antiguo ferrocarril militar, actualmente patrimonio cultural. La vía es de trocha angosta, de 60 centímetros. Los viajeros son turistas, curiosos y aficionados al ferrocarril.

## Proyecto Ave Fénix
Existe el proyecto de ampliar el recorrido ferroviario ascendiendo hasta San Alfonso, siguiente estación del antiguo ferrocarril clausurado en 1985. Será necesario reponer la vía, pues fue desmantelada. El trayecto a recuperar es el comprendido entre los kilómetros 34 y 38 del Ferrocarril a El Volcán.

## Locomotoras conservadas

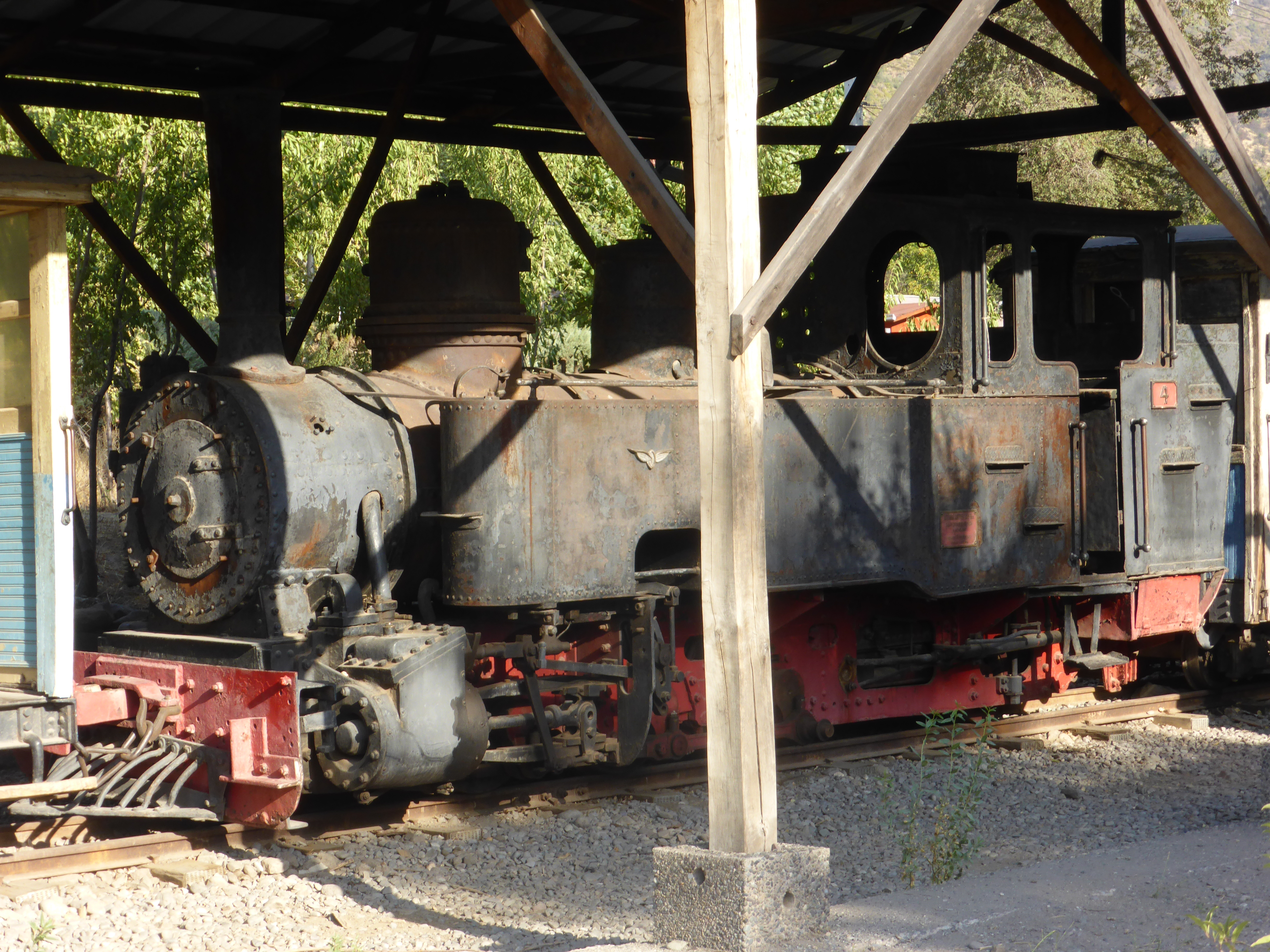
Locomotora de vapor alemana, fabricada por Arthur Koppel, o por Jung.

Bajo cubierto, en la estación El Melocotón se conserva una locomotora de vapor fabricada por Arthur Koppel en 1906, o bien por Jung en 1909, en Alemania. Su rodaje es de tres ejes acoplados y un eje posterior libre. Prestó servicio en el ferrocarril militar a partir de 1909. Actualmente se encuentra fuera de servicio, necesitando una gran reparación, con desmontaje y repaso de todas sus piezas. 
También se conservan tres locomotoras diésel fabricadas en 1976 por Arnold Jung Lokomotivfabrik, numeradas J-3, J-4 y J-5, pesando cada una 26 toneladas. Solamente está operativa la J-4, bautizada La Carmelita. Se encuentra en perfecto estado de marcha, realizando los movimientos de material y formando el tren turístico.

## Coches o carros de pasajeros
Para circular en los movimientos turísticos se dispone de dos carros de pasajeros, de madera, denominados el CP-1 y el carro Puente Alto-El Volcán. Otros vehículos están a la espera de restauración.

## Galería de imágenes

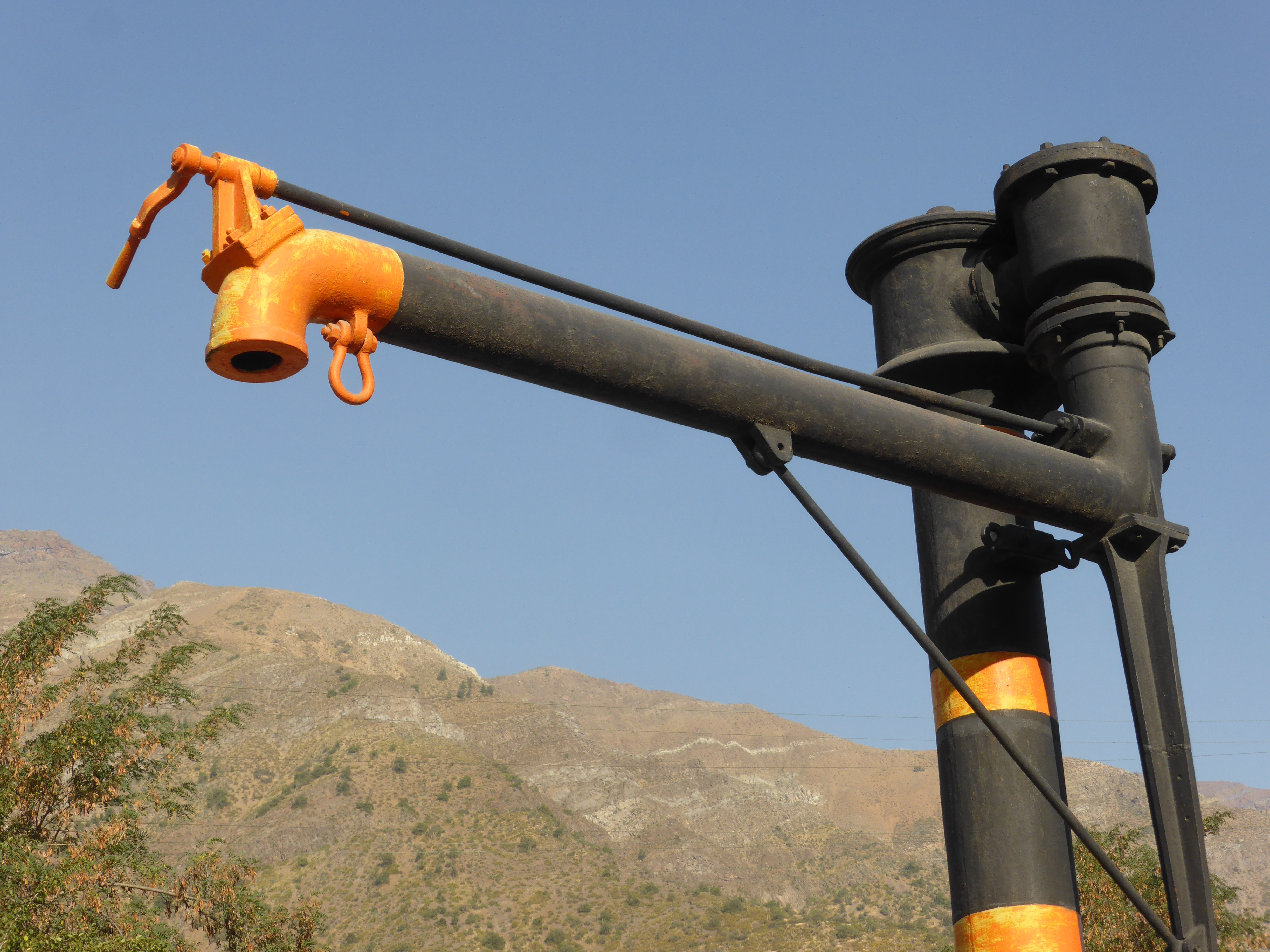
Grúa de agua, del año 1909.
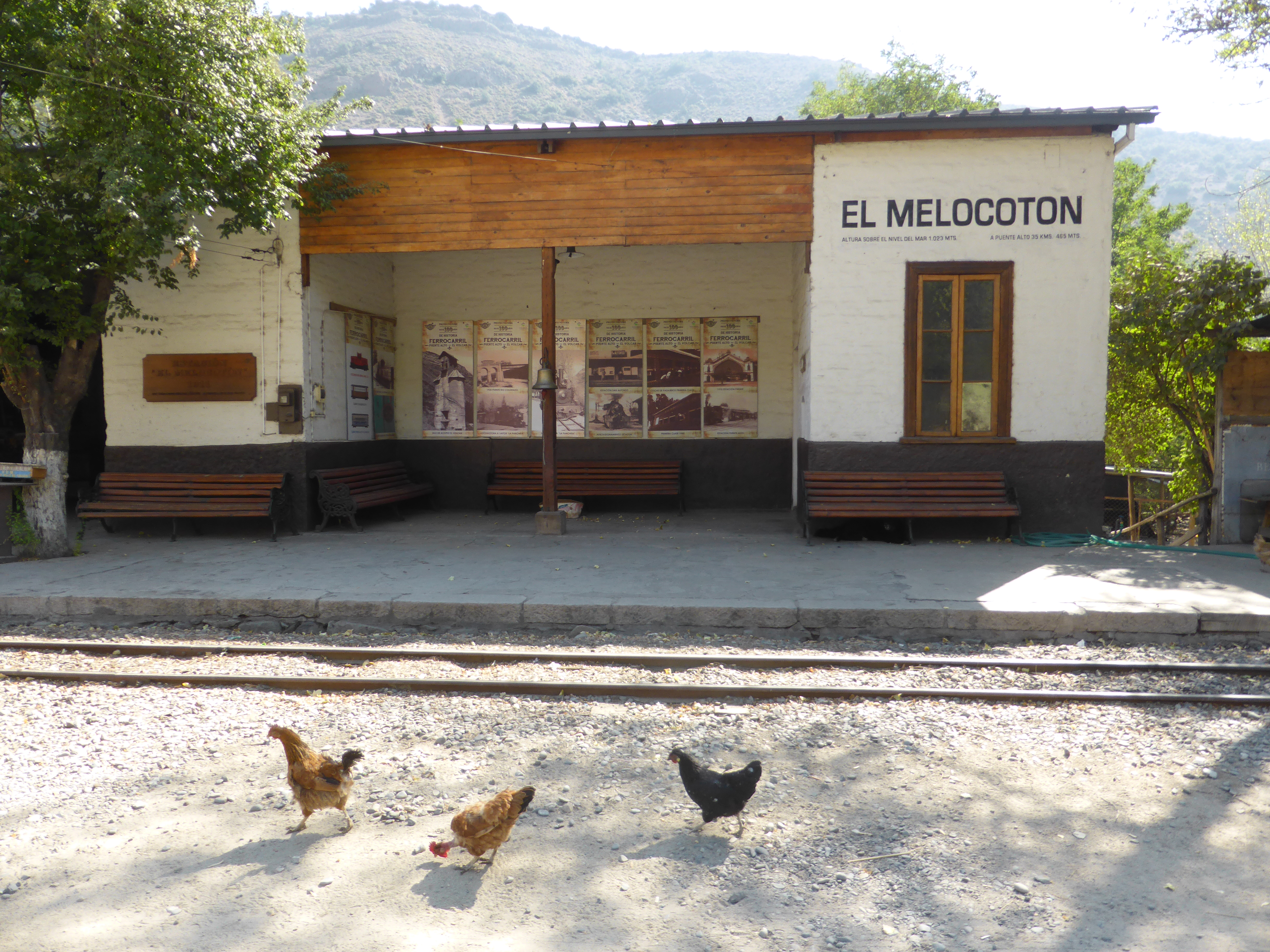
Estación El Melocotón.
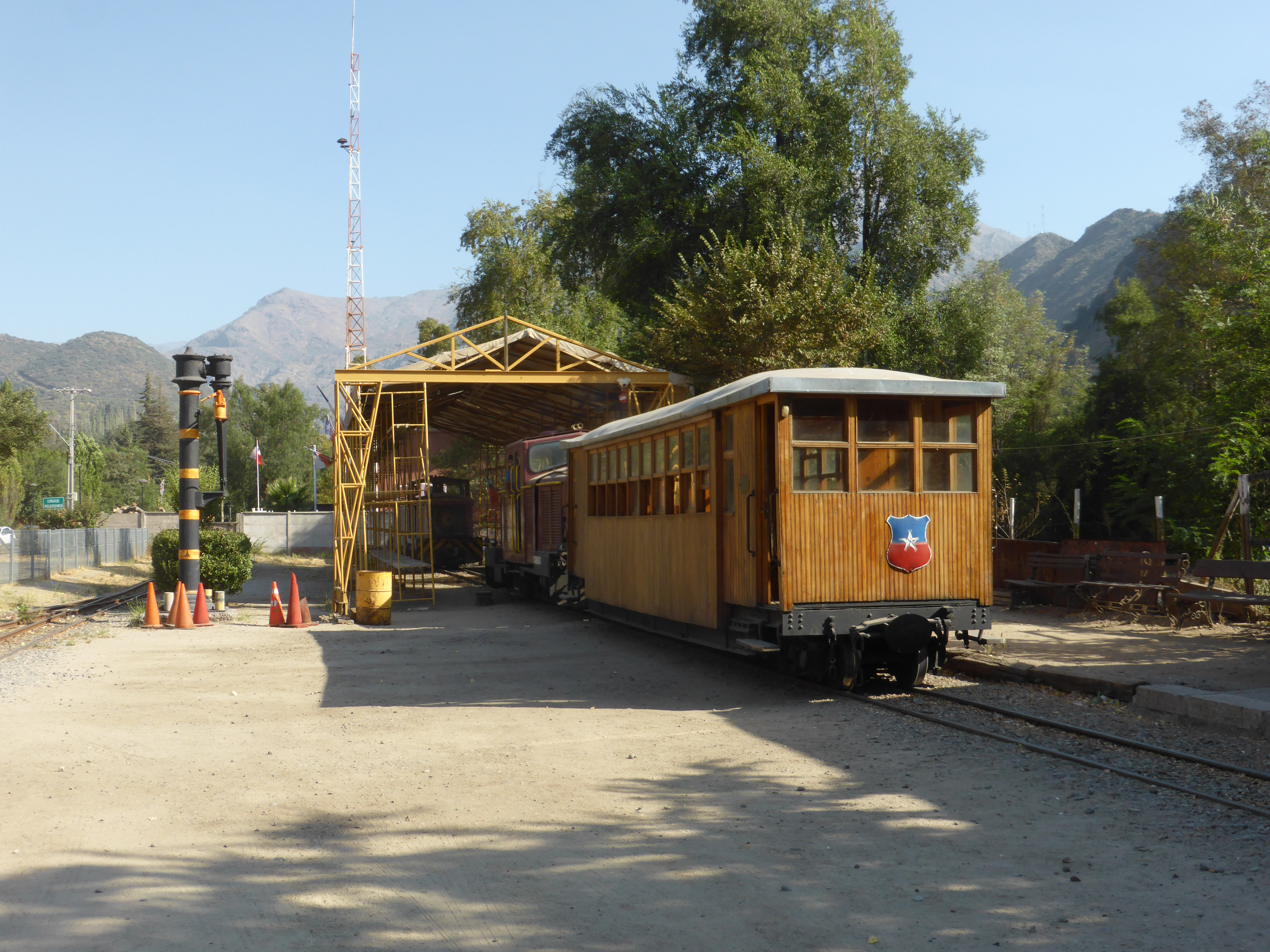
Carro de pasajeros restaurado.